# Cantone di Capobianco
Il Cantone di Capobianco era una divisione amministrativa dell'arrondissement di Bastia.
A seguito della riforma approvata con decreto del 26 febbraio 2014, che ha avuto attuazione dopo le elezioni dipartimentali del 2015, è stato soppresso.
I 10 comuni facenti parte prima della riforma del 2014 erano:
- Barrettali
- Cagnano
- Centuri
- Ersa
- Luri
- Meria
- Morsiglia
- Pino
- Rogliano
- Tomino